# أنطونيو روبيو بيريز
أنطونيو روبيو بيريز (بالإسبانية: Antonio Rubio Pérez)‏ هو كاتب وصحفي وسياسي أوروغواني، ولد في 1882، وتوفي في 28 نوفمبر 1953. حزبياً، نشط في حزب كولورادو (الأوروغواي).